# Pataha
Pataha ist ein Census-designated place (engl. „unincorporated community“) im Garfield County im US-Bundesstaat Washington. Der Ort liegt etwa 4 mi (6,4 km) östlich von Pomeroy, dem County Seat des Garfield County. In Pataha befindet sich die historische Hauswer Mill, eine funktionierende wasserkraftbetriebene Getreidemühle, die ursprünglich 1879 erbaut und bis 1940 betrieben wurde.

## Geschichte
Der Ort liegt am Pataha Creek, der entlang des Nez-Percé-Trails verläuft, der von den Indianern zur Überquerung der Rocky Mountains genutzt wurde. Der Name Pataha stammt vom Nez-Percé-Wort für „Dickicht“, da es dichtes Dickicht entlang beider Seiten des Baches gab.
Im Mai 1806 passierte die Lewis-und-Clark-Expedition das Gebiet und verbrachte hier eine Nacht auf dem Rückweg von der Pazifikküste. Captain Benjamin Bonneville kam 1834 durch die Gegend, als er Vermessungsarbeiten im Auftrag der US-Regierung durchführte. James Bowers besiedelte 1861 die Ortslage von Pataha. In den folgenden Jahren wurde eine Postkutschenverbindung zwischen Walla Walla und Lewiston etabliert, welche das Gebiet durchquerte und weitere Siedler heranführte. Diese frühen Siedler beschäftigten sich vorrangig mit dem Anbau von Gemüse und mit Viehzucht. Dies sollte in den 1870er Jahren den Weg zum Trockenfeldbau ebnen. Das Gebiet begann, sich bis 1878 zu einer Kleinstadt zu entwickeln und wurde 1882 offiziell durch die Angevine Titus and Company Favor parzelliert. Die Ortschaft war sowohl als Favorsburg als auch als Watertown bekannt, doch der ursprüngliche Name Pataha sollte sich durchsetzen.
Pataha wuchs zu einer erfolgreichen Stadt heran und konkurrierte für einige Zeit mit dem nahegelegenen Pomeroy. Pataha war kurzzeitig der County Seat, als das Garfield County 1881 geschaffen wurde. Die Zeitung Pataha Spirit wurde im selben Jahr gegründet. Als die Oregon Railroad and Navigation Company 1885 eine Eisenbahnlinie nach Pomeroy baute, wurde diese nicht nach Pataha erweitert. Bald verlor die Stadt ihren Wettbewerbsvorteil gegenüber dem Nachbarn und begann zu schrumpfen. Der CDP (Census-designated place) wurde im Jahr 2020 erstmalig vom Census definiert.